# Chondrorhyncha viridisepala
Chondrorhyncha viridisepala là một loài thực vật có hoa trong họ Lan. Loài này được Senghas mô tả khoa học đầu tiên năm 1989.